# 默河畔洛斯库埃特
默河畔洛斯库埃特（法語：Loscouët-sur-Meu，法語發音：[lɔskwɛt syʁ mø]）是法国阿摩尔滨海省的一个市镇，位于该省东南部，属于迪南区。

## 地理
默河畔洛斯库埃特（48°10'40"N, 2°14'31"W）面积22.26 平方千米，位于法国布列塔尼大區阿摩尔滨海省，该省份为法国西北部沿海省份，位于布列塔尼半岛北部，北濒大西洋英吉利海峡，西接菲尼斯泰尔省，南至莫尔比昂省，东临伊勒-维莱讷省。
与默河畔洛斯库埃特接壤的市镇（或旧市镇、城区）包括：伊利福、普吕莫加特、特雷莫雷勒、加埃勒、大圣梅昂。

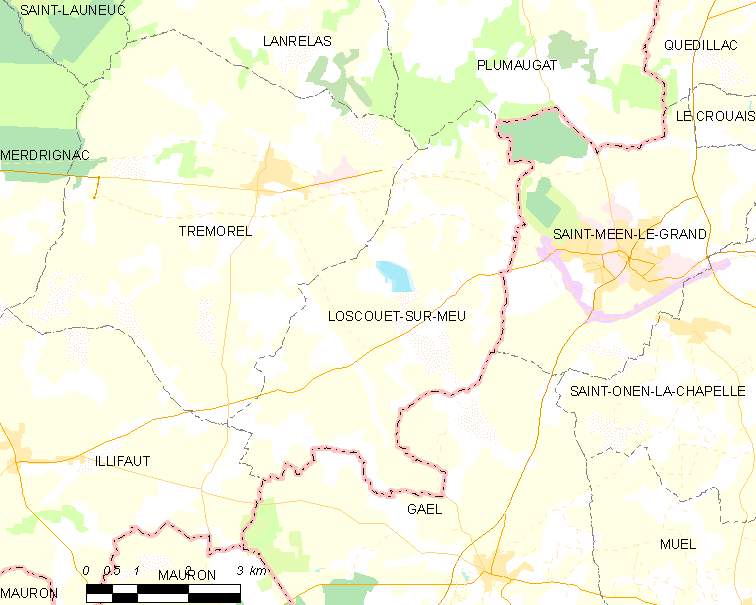
默河畔洛斯库埃特的OSM定位图

默河畔洛斯库埃特的时区为UTC+01:00、UTC+02:00（夏令时）。

## 行政
默河畔洛斯库埃特的邮政编码为22230，INSEE市镇编码为22133。

## 政治
默河畔洛斯库埃特所属的省级选区为布龙县。

## 人口

1962-2008年间默河畔洛斯库埃特人口变化图示

默河畔洛斯库埃特于2022年1月1日时的人口数量为644人。